# Pidonia lucida
Pidonia lucida är en skalbaggsart som beskrevs av Holzschuh 1991. Pidonia lucida ingår i släktet Pidonia och familjen långhorningar. Inga underarter finns listade i Catalogue of Life.